# المحبة الزايدة
المحبة الزايدة هو فيلم تلفزي مغربي قصة سيناريو وحوار. يوسف كرامي من إخراج إبراهيم شكيري سنة 2014، وبطولة كل من أنس الباز، منصور بدري، رفيق بوبكر، عبد الرحيم المنياري، فاطمة تحيحيت، وآخرون.
الفيلم دراما اجتماعية تحكي قصة أب يعيش وحيدا بعد الطلاق، ليفاجأ بابنه الذي يأتي للعيش معه.

## القصة
انتهى زواج «العربي» بالفشل، فقرر ترك عمله للاستقرار بمنزل متواضع على شاطئ البحر.اشترى العربي قاربا صغيرا استأجره للرايس «موحا» حتى يتفرغ لهوايته المفضلة: النحت على الخشب.
وفي أحد الأيام، فوجئ بزيارة ابنه «عدنان» الذي كبر بعيدا عنه، والذي ينوي الإقامة معه.